# Цельбіо
Цельбіо (італ. Zelbio) — муніципалітет в Італії, у регіоні Ломбардія, провінція Комо.
Цельбіо розташоване на відстані близько 520 км на північний захід від Рима, 50 км на північ від Мілана, 13 км на північний схід від Комо.
Населення — 212 осіб (2014).

## Демографія
Населення за роками:

Станом на 1 січня 2023 року в муніципалітеті офіційно проживало 37 іноземців з 6 країн, серед них 21 громадянин країн Євросоюзу та 9 громадян України.

## Сусідні муніципалітети
- Белладжо
- Леццено
- Нессо
- Сормано
- Велезо